# La Broquerie
La Broquerie är en ort i Kanada.   Den ligger i provinsen Manitoba, i den sydöstra delen av landet, 1 600 km väster om huvudstaden Ottawa. La Broquerie ligger 268 meter över havet och antalet invånare är 1 073.
Terrängen runt La Broquerie är mycket platt. Runt La Broquerie är det mycket glesbefolkat, med 4 invånare per kvadratkilometer.. Närmaste större samhälle är Steinbach, 13,3 km väster om La Broquerie.
Trakten runt La Broquerie består till största delen av jordbruksmark.